# Senecio acroleucus
Senecio acroleucus là một loài thực vật có hoa trong họ Cúc. Loài này được Merxm. miêu tả khoa học đầu tiên năm 1951.